# Turbošansón
Turbošansón (2014) je čtvrté album kapely Poletíme?. Obsahuje 14 autorských písniček Rudolfa Brančovského. Úvodní píseň Hadi zpíval Brančovský už se svou předchozí kapelou Veselá zubatá (album Veselá Zubatá hodná sestra zlého Smrťáka Tvrďáka, 2006). Brančovský také ilustroval booklet alba.
Album kapela nahrávala nadvakrát, protože s první verzí nebyla spokojená. Došlo také ke změně skladby písniček, dvě z původní nahrávky se nakonec na desku nedostaly, přibyly však čtyři jiné.
V médiích se objevila zpráva, že Facebook zakázal reklamu na toto album kvůli obrázku na obalu.
K písním Flašinety, Mimochodem, Maluju, Moje poslední vůle a Běž dál vznikly klipy, k písni Běž dál dokonce dva.

## Seznam písniček
1. Hadi – 4:14
2. Mimochodem – 2:44
3. Ty jsi má – 4:42
4. Maluju – 2:46
5. Džeksn – 2:29
6. Pět schodů – 3:17
7. Flašinety – 2:53
8. Holky to umí líp – 1:25
9. Postel – 2:34
10. Strach – 2:43
11. Veverka – 3:38
12. Černá Hana – 2:26
13. Moje poslední vůle – 2:33
14. Běž dál – 4:12

## Nahráli
- Poletíme?
  - Rudolf Brančovský – zpěv, banjo, kytara, perkuse
  - Ondřej Hájek – piáno, zpěv
  - Honza Beran – basová kytara, zpěv
  - Jáchym Hájek – trubka, zpěv
  - Vojta Konečný – housle, varhánky, zpěv
  - Michal Jež – bicí, zpěv
  - Pavel Křižovenský – saxofon, příčná flétna, zpěv
- hosté
  - Václav Pohl – perkuse
  - Ondřej Ježek – harfička, perkuse, foukací harmonika, vibrafon, flexaton
  - Filip Nebřenský – tuba

## Klipy

### Flašinety
Klip k písni Flašinety byl publikován již na jaře 2013 zároveň se singlem. Hraje v něm celá kapela (na bicí hraje ještě tehdejší bubeník Daniel Kačer Černý), dále pak herec divadla Husa na provázku Jiří Vyorálek v roli faráře a kovář Tomáš Holíček. Klip natočil Tomáš Vaverka.

### Mimochodem
Klip a singl Mimochodem byly uvolněny v době vydání alba. Klip natočili Ondřej Kurčík a Pavel Brychta.

### Maluju
Na přelomu let 2014 a 2015 vznikl animovaný klip k písni Maluju. Vytvořil jej Tomsa Legierski metodou rotoskopie. Televizní premiéru měl v pořadu Dobré ráno v České televizi 26. ledna 2015.

### Moje poslední vůle
Animovaný klip vytvořila studentka animace Monika Hrdličková v rámci soutěže pořádané studentskou iniciativou Animotéka. Premiéru měl 15. června 2015.

### Běž dál
Klip natočili, stejně jako klip k písni Mimochodem, Ondřej Kurčík a Pavel Brychta. Vznikl v nahrávacím studiu Divadla na Orlí v Brně. Premiéru měl na internetu 26. února 2016.
K písni Běž dál vznikl v roce 2019 druhý klip natočený Michalem Orsavou na letišti u Moravské Třebové.